# Račica, Šmartno pri Litiji
Račica je naselje v Občini Šmartno pri Litiji.